# シュモクバエ上科
シュモクバエ上科（しゅもくばえじょうか：撞木蝿上科、Diopsoidea）はハエ目 ハエ亜目（短角亜目）に分類される昆虫の分類群の一つ。小型で、一般的には細く華奢な体型をしたハエの一群である。およそ9科ほどで構成され、世界中に分布するが、含まれる各科の種数はハエ類としては多くはない。
このうちGobryidae科は Gobrya 属のみからなり、以前はモモブトホソバエ科やSyringogastridae科などに含まれていたものが、1997年に独立の科として分けられた比較的新しい科である。また、ハネオレホソバエ科も20世紀中頃まではハネオレバエ科やTanypezidae科に含まれることが多かった。このように形態を用いたシュモクバエ上科の分類にはやや流動的な部分もあり、今後他の上科との関係も含め、分子情報などに基いた再編がなされる可能性もある。